# Терпило Пилип Іванович
Пилип Іванович Терпило (1888 — ?) — український громадський діяч, журналіст, лексикограф, інженер і педагог. Організатор товариства Просвіта в селі Трипілля в часи Української революції. Двоюрідний брат отамана Зеленого. Жертва сталінських репресій.
Був учителем у сільській школі в селі Слобода (Кагарлицький район). Під час Другої світової війни працював у редакції газети Українське слово, писав статті на педагогічну тематику.
Залишилося дуже мало відомостей про життєвий шлях П. Терпила:
Василь Прохода:
|  | "Лук'янівська тюрма в Києві... У розпитуваннях і спогадах виявилось, що священик був дядьком інж. Пилипа Терпила, який був асистентом в Українській Господарській Академії в ЧСР і в 1927 році виїхав до Радянської України, де спочатку був у Києві професором за часів М. Скрипника, а потім попав на примусові роботи будови Біломорканалу. Після закінчення тієї будови він разом із небагатьма, що залишились живими, по амністії вийшов на волю, але в час репресій 1939 року знову попав у Заполяр'я у Воркуту. Звідти його було звільнено навесні 1941 року. В час німецької окупації Терпило тримався далі від німців і працював у лісі дроворубом. Що потім із ним сталося, панотець не знав. Пізніше після мого повернення у ЧСР я зустрівся з П. Терпилом у Пряшеві на Словачинні. Він оповів мені, що в час німецької окупації не чекав на совєтське звільнення, але еміґрував з свого рідного краю вдруге, на цей раз до Юґославії, а звідти, коли настав після закінчення війни спокій, повернувся у Чехословаччину." |

Дослідник Трипілля М. Ф. Петриченко пише: 
|  | 1-3 лютого 1920 року в Трипіллі відбувся І-й з'їзд волревкому, на якому з доповіддю про шкільництво виступив двоюрідний брат Зеленого Пилип Іванович Терпило. На доповіді було прийнято рішення : перейменувати двокласне училище на двоступеневу трудову школу з обов'язковим викладанням українською мовою, при школі організувалися столярна і слюсарна майстерні. Організатором і завідувачем Трипільської трудової школи обрано Пилипа Івановича Терпила. Затверджено і список вчителів цієї школи, в який увійшли сестри і брат Пилипа Івановича. Катерина – студентка IV курсу фізико – математичного факультету, Галина – студентка ІІ курсу природничого факультету та брат Іван Іванович – учитель 1-4 класів. Так діти дядька Зеленого – Івана Лаврентійовича, селянина-середняка і зайняли провідне місце в україномовництві в шкільництві Трипільської волості, підкреслює дослідник М.Ф.Петриченко. За їхньої ініціативи в Трипіллі створено організацію товариства „Просвіта”, яка взяла на себе культурно – просвітницьку роботу в усій волості: всюди організовувались гуртки ліквідації неписемності, хорові, драматичні гуртки. |

Ілля Демиденко:
|  | Коли я кінчив у Полтаві вчитися в сільскогосподарському, там приїхав з еміграції в 24-му році брат отамана Зеленого, Терпило їхнє дійсне прізвище. Терпило Пилип Іванович, пам'ятаю. І він викладав у Празі - закінчив якусь школу технологічну чи що - нам "переробки сільсько-господарських продуктів." Ну, він відчував, хто там відповідний студент, хто як ставиться й таке інше. Він добре ставився до мене. А потім він перейшов до Києва і вже працював у дослідному інституті також якоїсь промисловості, харчової промисловості, харчової промисловості... Почались арешти, ну й я думаю, що той Терпило, очевидно дав, не очевидно, а то так, він дав дуже добру характеристику для мене для того інституту, він підмочений був, то мене просто не запросили і то було щастя, я думаю, бо остаточно в Києві почалися масові ці винищування, особливо молодих. |

## Праці
- Терпило П. і П. Словник російсько-український. — Видання п'яте, перероблене й виправлене. — Київ, 1918.
- Колядки та щедрівки: В обробці Стеценка, Леонтовича та Ступницького: / Упорядкував П. Терпило. — [1918 ] К., Газетно-журнальна друкарня. — 19 c. : іл.
- Терпило П. і П. Українська граматика (етимологія). Українська граматика. Підручник для середніх і вищепочаткових шкіл. Київ. 1918.[6][7]
- бр. П. і П. Терпило. Ґете й Шевченко. — Ужгород, 1922.
- Терпило П. Товарознавство. — В Терезині, Українська Селянська Спілка / літ. / 1924. — 68 с.[8]
- П. Терпило. Консервування садовини та городини. … Терезин. — Укр. Сел. Сп., / літ. /, 1924. — 64 с.[9]
- Інж. П. Терпило. Контроля товарів в Подєбарди. — Укр. Госп. Акад. та «Вид. Т-во при У. Г.А.» / літ. /, 1926. — 376 с., мал.[8]